# Ioan Jurcă
Ioan Jurcă (n. 14 martie 1894, Drăgoiești, Timiș – d. 3 ianuarie 1969, Lugoj) a fost un învățător, preot român  delegat la Marea Adunare Națională de la Alba Iulia din 1 decembrie 1918.

## Biografie
A studiat la Institutul Teologic din Arad și Caransebeș. A fost învățător în localitățile Păru și Lăpușnic. În vederea culturalizării sătenilor, Ioan Jurcă a pus bazele unei biblioteci școlare.

## Activitate politică
A fost delegat  la Marea Adunare Națională de la Alba-Iulia din 1 decembrie 1918 ca reprezentant al cercului Lugoj.